# Lavizan
Lavizān (Persa: لویزان) é um bairro do nordeste de Teerã/Teerão, a capital do Irã/Irão.
Aqui fica o exército fortemente armado  e também um centro de pesquisas nuclear 

## Localização
A área de Lavizan é constituída por uma zona residencial e por uma  uma área florestada e de recreio chamada "Lavizan Forest Park". Os bairros vizinhos de Lavizan são  Majidabad, Qanat-Kosar, Qasemabad, Deh-e Narmak, Shian, Kuye Nobonyad, Ozgol e  Qal'eue Sardar.